# Frédéric Duponcheel
Frédéric Duponcheel, né le 28 mai 1973 à Roubaix, est un joueur de futsal international français.
Duponcheel débute par jouer au football au SCO Roubaix, puis intègre le Roubaix Futsal. Il rejoint ensuite la Belgique pour vivre de son sport. Il y joue dans plusieurs clubs jusque dans les années 2010.
Frédéric Duponcheel fait partie des débuts de l'équipe de France de futsal en 1998. Il participe à différentes qualifications pour les Championnats d'Europe et Coupes du monde, et y inscrit plusieurs buts jusque dans les années 2000. 

## Biographie

### En club
Enfant, Frédéric Duponcheel joue au football au SCO Roubaix. Ne réussissant pas à s'affirmer, à l'âge de quinze ans il décide de passer au futsal. Durant un tournoi de la région, il est repéré par le Roubaix Futsal.
Approché par de plusieurs clubs étrangers d'Espagne, de Russie et d'Italie, il choisit la Belgique. Cela lui permet de vivre de la pratique du futsal en restant proche de sa famille.
Sixième club du Hainaut dans la hiérarchie nationale belge au terme de la saison 2001-2002, Duponcheel quitte alors le club de Mouscron.
En 2003, Frédéric Duponcheel est capitaine du Roubaix 3 ponts vainqueur de la Coupe de France. Avec son frère Christophe, ils sont des artisans de la victoire.
En rupture avec l’équipe de France, cela n'empêche pas les deux frères de trouver un club de première division en Belgique, les Junkies Frameries en pleine ascension. À partir de 2003 ou 2004, Frédéric Duponcheel évolue au Junkies Mons Frameries. Il inscrit dix buts lors de la première saison puis six lors des deux exercices suivants,,.
Frédéric Duponcheel évolue ensuite au Mouscrou Futsal Club en Nationale 3. En parallèle, en septembre 2009, il évolue au Roubaix Hommelet au niveau régional en football. En 2010, le Mouscron FC est promu en Nationale 2 où il évolue toujours début 2011. 

### En équipe nationale
Fin 1998, Frédéric Duponcheel est convoqué pour la première fois en Équipe de France de futsal FIFA créée l'année précédente. Son premier match a lieu contre la Belgique dont il connaît tous les joueurs. 
Lors des qualifications (es) pour le Championnat d'Europe 1999 début novembre 1998, les premières auxquelles prend part l'équipe de France, Frédéric Duponcheel inscrit deux buts lors du premier match contre la Géorgie (défaite 4-8). Les Bleus perdent leurs trois rencontres et terminent quatrièmes. 
Frédéric Duponcheel est l’un des piliers de l’équipe de France de futsal au début des années 2000.
Fin octobre 2000, lors des éliminatoires (es) pour l'Euro 2001, Duponcheel inscrit un doublé lors du premier match contre la Macédoine (2-2). Il marque ensuite le seul but français contre la Slovénie (défaite 3-1) puis le premier des deux buts français face à la Croatie (défaite 8-2). Les Bleus terminent derniers du groupe A des qualifications.
En 2003, avec son frère Christophe, Frédéric est en rupture avec l’équipe de France.
Fin 2004, le nouveau sélectionneur Pierre Jacky sélectionne Duponcheel, alors joueur du Wattrelos Mini-Foot.
Il fait partie de la sélection qui accueille la Slovénie, la Lituanie et Chypre pour un tournoi en Lorraine en janvier 2006.

### Entraîneur
En novembre 2015, Frédéric Duponcheel est nommé entraîneur de l'équipe belge de Mouscron-Estaimp en N1. Fin janvier 2016, seulement quelques semaines après avoir pris les commandes de l’équipe, Frédéric Duponcheel jette l’éponge. 
À l'été 2016, l'ex-international français devient entraîneur du Roubaix Futsal en Division 2. Dès novembre 2016, l'entraîneur quitte le club, qui est dans une situation financière délicate. 
Encore joueur de futsal en D1 belge, Duponcheel devient entraîneur adjoint du SCO Roubaix en football. Début 2018, il devient entraîneur principal et maintient l'équipe en Régional 3.
Pour la saison 2019-2020, Frédéric Duponcheel est nommé à la tête de l'équipe du Lille Faches Futsal. Mais dès le mercato hivernal, il quitte le club.